# Cantone di Mouthe
Il Cantone di Mouthe /mut/ era una divisione amministrativa francese dell'arrondissement di Pontarlier.
A seguito della riforma approvata con decreto del 25 febbraio 2014, che ha avuto attuazione dopo le elezioni dipartimentali del 2015, è stato soppresso.

## Composizione
Comprendeva i comuni di:
- Bonnevaux
- Brey-et-Maison-du-Bois
- Chapelle-des-Bois
- Châtelblanc
- Chaux-Neuve
- Le Crouzet
- Fourcatier-et-Maison-Neuve
- Gellin
- Jougne
- Labergement-Sainte-Marie
- Longevilles-Mont-d'Or
- Métabief
- Mouthe
- Petite-Chaux
- Les Pontets
- Reculfoz
- Remoray-Boujeons
- Rochejean
- Rondefontaine
- Saint-Antoine
- Sarrageois
- Vaux-et-Chantegrue
- Les Villedieu